# Rayda
Rayda (in arabo ﺭﺍﻳﺪة‎?) è un'importante città commerciale sita a 11 miglia a settentrione di Amran (NO dello Yemen). Negli anni passati, prima che molti ebrei yemeniti lasciassero il paese in occasione della formazione dello Stato d'Israele, esso costituiva il loro principale mercato, chiamato appunto Sūq al-yahūd, ossia "Mercato degli ebrei".
Nella cittadina morì il grande geografo al-Hamdānī.
Al 2009, la comunità ebraica assommava a 266 persone. La comunità vantava tre sinagoghe (segno di una passata maggior consistenza della popolazione israelitica) e due scuole. Durante la Guerra di Gaza dello stesso anno, vi fu un sensibile innalzamento delle tensioni della maggioranza musulmana verso la comunità ebraica, ritenuta sempre e comunque solidale e moralmente complice delle azioni dello Stato d'Israele. Un estremista fondamentalista - ʿAbd al-ʿAzīz Yaḥyā al-ʿAbdī, un musulmano già pilota di MiG-29 dell'Aeronautica Militare yemenita - assassinò in quell'occasione un maestro israelita e un "macellaio rituale" (Shohet) della comunità ebraica, Moshe Yaʿish al-Nahari, dopo avergli ingiunto (del tutto illegittimamente secondo la Sharīʿa) di convertirsi all'Islam.
Un precedente del tutto simile era stato nel 1986 l'uccisione, sempre a Rayda, di due ebrei yemeniti. A seguito di tale crimine, la comunità ebraica lamentò la propria vulnerabilità nei confronti dell'estremismo fondamentalista, denunciando le intollerabili minacce che continuamente erano rivolte agli ebrei (che da innumerevoli secoli avevano vissuto senza problemi in un contesto come quello yemenita), chiedendo quindi di essere protetti dalle autorità governative. 
Il 16 giugno del 2009, 16 famiglie israelite di Rayda lasciarono lo Yemen alla volta di Israele, tra cui la famiglia di Nahari, composta dalla vedova e dai loro nove figli.